# Cubieboard
La Cubieboard est un nano-ordinateur sous forme d'ordinateur monocarte à bas prix (49 US$), basé sur des logiciels libres (mais ce n'est pas un matériel libre), permettant de faire tourner Android 4 ICS, ainsi que le système de bureau Ubuntu et d'autres distributions GNU/Linux, ou bien d'être utilisé comme un NAS.
Cette carte utilise le SoC d'architecture ARM AllWinner A10 déjà populaire sur les tablettes tactiles, téléphones et PC média à faible coût.
La 2e version la Cubieboard2 est équipée d'un SoC AllWinner A20 plus puissant. Le Cubietruck a suivi rapidement, la première série étant produite en septembre 2013 et la version finale fin octobre 2013. Il s'agit d'une amélioration du Cubieboard2, avec 2 Go de RAM et un port ethernet Gigabit, une sortie VGA et une sortie SPDIF en plus. La carte a également été globalement modifiée.

## Présentation

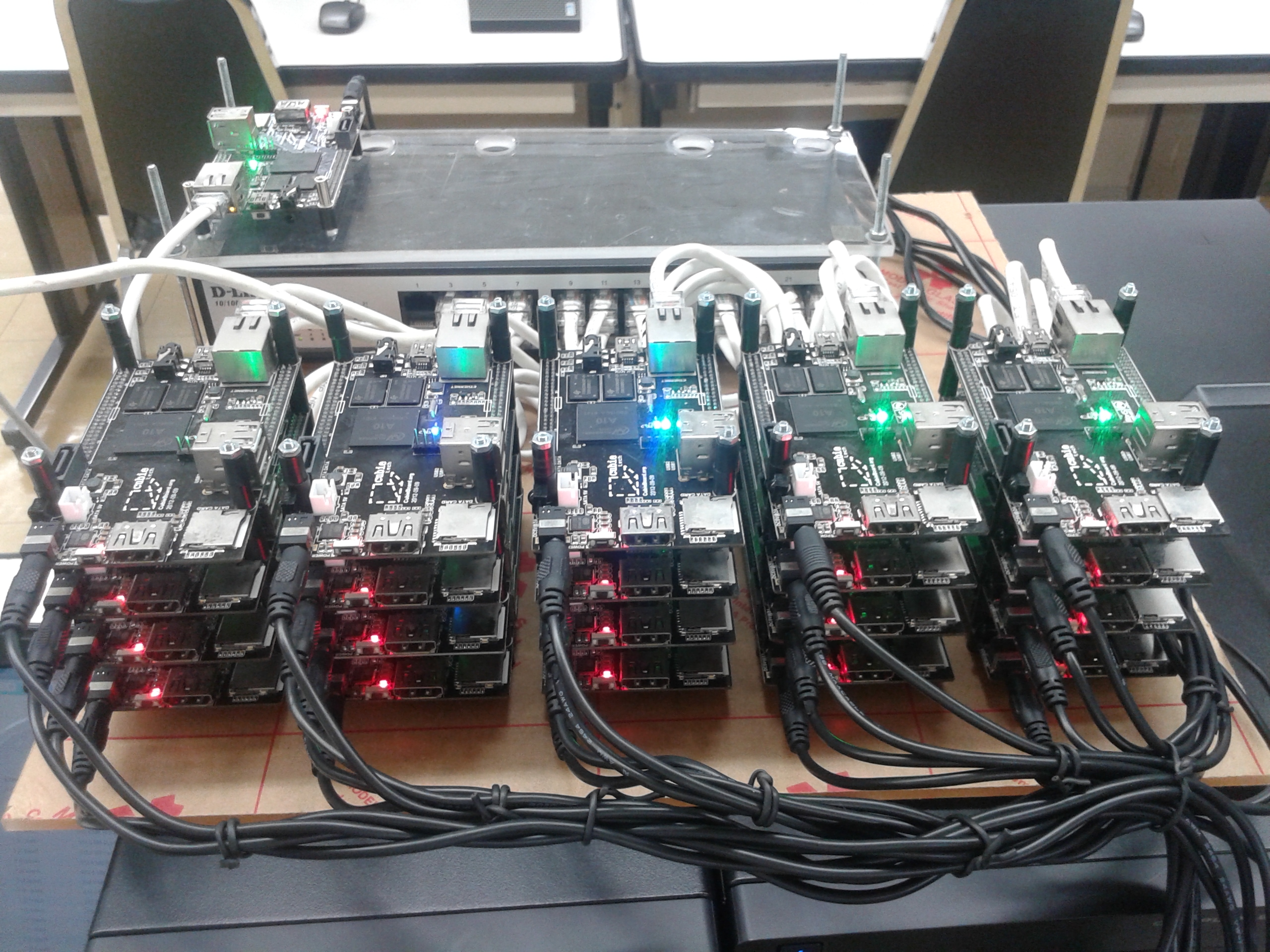
utilisant des Cubieboard 1

Le projet a été financé de manière participative et est principalement développé par Tom Cubie, ancien développeur de chez Allwinner vivant à Shenzhen et quelques autres développeurs. Ils ont ensuite créé la société Cubietech à Zhuhai, également dans la province du Guangdong, sur le versant opposé du delta de la rivière des Perles. Tom Cubie part en 2013 de chez Cubietech pour former une autre société similaire, nommée Radxa (瑞莎, ruìshā), construisant également des cartes basées sur des SoC ARM, mais utilisant ceux de la marque Rockchip.
Elle a été commercialisée à partir du 10 septembre 2012.
La volonté des développeurs était d'avoir une carte mère reprenant le principe du Raspberry Pi, mais comprenant un SoC plus ouvert que sur cette dernière. Cependant, la documentation du processeur n'est pas publiquement disponible dans son intégralité. En particulier le décodeur vidéo et le GPU sont l'objet de projets de développement de pilotes libres par rétro-ingénierie. L'avancée du projet Lima en juin 2013, permettent d'obtenir un pilote libre du GPU Mali 400MP plus rapide que le pilote propriétaire, malgré la surcharge liée à l'utilisation d'un gestionnaire de mémoire du noyau d'ARM, plutôt qu'un module DRM dédié. Il est capable de remplir l'essentiel des fonctions, notamment de faire tourner des démonstrations et jeux (ioquake 3) avec toutes ses fonctions. Le début du développement d'un pilote Mesa 3D commence alors.
Le 19 juin 2013 est présenté la Cubieboard2, équipée d'un SoC AllWinner A20, de 1 Go de RAM et d'une interface réseau 10/100 Mb. De plus, une seconde version avec 2 Go de RAM et une interface ethernet 1 Gb est déjà annoncée. Une version modifiée de Debian, adaptée à l'olimex 20 (utilisant le même processeur), fonctionne déjà sur cette carte.
Début septembre 2013, est annoncé officieusement la fabrication d'une première série de Cubietruck, amélioration comportant 2 Gio de RAM et un port ethernet Gigabit.

## Spécifications
- AllWinner A10 SoC (ARM Cortex A8 à 1 GHz CPU, ainsi qu'un GPU Mali-400 MP (mono cœur) et un VPU CedarX capable de décoder de la vidéo 2160P quad-HD.
- 512 Mo ou 1 Go DDR3 de RAM, selon le modèle.
- Une sortie HDMI 1080p
- Un connecteur ethernet 10/100 Mbit/s
- Un port SATA II[8]
- 2 ports USB Host et 1 port USB on-the-go, 1 port microSD, 1 port Infra-rouge
- une extension 96 broches incluant des interfaces i²c, SPI, LCD, SATA, des capteurs…
- Suit la norme environnementale RoHS (pas de plomb, cadmium, mercure, polybromobiphényle…)

## Licence
Aucune licence n'est précisé sur le site cubieboard.org. Les composants et l'assemblage de la Cubieboard ne sont donc à priori pas libres. Cependant, on peut y trouver les plans comprenant les dimensions et les pins de la cubieboard, ainsi que tous les composants utilisés et leur utilisation dans des schémas fonctionnels, permettant d'en comprendre toute la logique et d'en reproduire facilement.

## Système d'exploitation

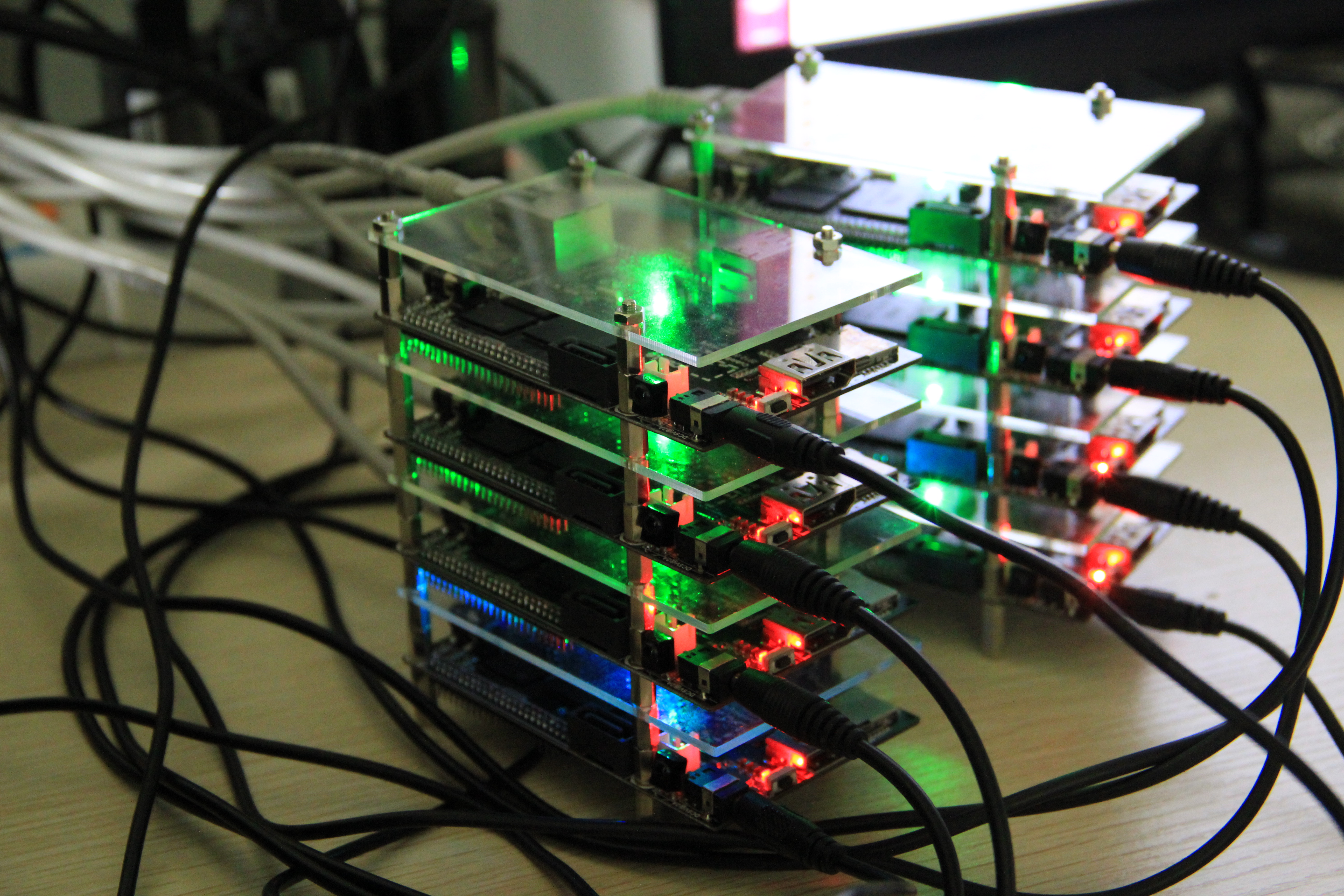
Cluster HADOOP de Cubieboards

Les systèmes d'exploitation compatibles CubieBoard / ARM incluent :
- Android ;
- Diverses distributions GNU/Linux :
  - Cubian : Version Debian adaptée à la CubieBoard.
  - Debian à partir de la version « wheezy » (version non supportée officiellement) [10].
  - Ubuntu
  - Armbian
  - Lubuntu, a été utilisé pour créer un cluster HADOOP de Cubieboards[11].
- OpenBSD via le nouveau port armv7